# Trương Nghệ Mưu
Trương Nghệ Mưu (sinh ngày 14 tháng 11 năm 1951) là một nam nhà làm phim người Trung Quốc. Được đánh giá là một trong những nhà làm phim xuất sắc nhất của điện ảnh Trung Quốc, ông ra mắt đạo diễn vào năm 1988 với Cao lương đỏ, bộ phim đã đoạt giải Gấu vàng tại Liên hoan phim quốc tế Berlin.
Nghệ Mưu đã giành được nhiều giải thưởng và sự công nhận, với ba đề cử giải Oscar cho phim quốc tế hay nhất cho Cúc Đậu (1990), Đèn lồng đỏ treo cao (1991) và Anh hùng (2003); một giải Sư tử bạc, hai giải Sư tử vàng và Giải thưởng Nhà làm phim vinh quang tại Liên hoan phim Venice; Giải thưởng lớn của Ban giám khảo, Giải thưởng của Ban giám khảo đại kết và Giải thưởng lớn về kỹ thuật tại Liên hoan phim Cannes; giải Gấu vàng, Giải Gấu Bạc của Ban Giám khảo và Giải của Ban giám khảo Đại kết tại Liên hoan phim Quốc tế Berlin. Năm 1993, ông là thành viên ban giám khảo tại Liên hoan phim quốc tế Berlin lần thứ 43. Nghệ Mưu chỉ đạo lễ khai mạc và bế mạc Thế vận hội Mùa hè 2008 cũng như lễ khai mạc và bế mạc Thế vận hội Mùa đông 2022, đã nhận được sự hoan nghênh đáng kể của quốc tế.
Một trong những chủ đề thường xuyên của Nghệ Mưu là sự kiên cường của người dân Trung Quốc khi đối mặt với khó khăn và nghịch cảnh, chủ đề đã được khám phá trong các bộ phim như Phải sống (1994) và Không thiếu một em (1999). Các bộ phim của ông đặc biệt được chú ý nhờ cách sử dụng màu sắc phong phú, như có thể thấy trong một số bộ phim đầu tiên của ông, như Đèn lồng đỏ treo cao, và trong các bộ phim kiếm hiệp của ông như Anh hùng và Thập diện mai phục. Bộ phim có kinh phí cao nhất của ông cho đến nay là bộ phim quái vật, Tử chiến Trường Thành (2016), lấy bối cảnh ở Đế quốc Trung Hoa và có sự tham gia của Matt Damon. Năm 2010, Nghệ Mưu nhận bằng tiến sĩ danh dự của Yale, và năm 2018, ông được trao bằng tiến sĩ danh dự của Đại học Boston. Năm 2022, ông gia nhập Học viện Điện ảnh Bắc Kinh tư cách là một giáo sư xuất sắc.

## Tiểu sử
Cha của ông đã từng tốt nghiệp Trường Quân sự Hoàng Phố và bị liệt vào thành phần phản cách mạng trong Cách mạng Văn hóa. Vì thế mà gia đình ông bị mọi người xa lánh.
Say mê với nghệ thuật nhiếp ảnh, năm 1974 ông mua chiếc máy ảnh đầu tiên. Sau đó nhiều tấm ảnh của ông được đăng báo địa phương. Năm 1979 ông theo học Học viện Điện ảnh Bắc Kinh khi 29 tuổi, quá 7 tuổi cho phép.
Ông đã gặp bộ trưởng bộ văn hóa Hoàng Chấn đề nghị xem xét hồ sơ cũng như tác phẩm của mình và được chấp thuận. Ông theo học tại đây đến năm 1982 chuyên ngành điện ảnh quay phim. Ông tốt nghiệp cùng khóa với Trần Khải Ca.

## Khởi nghiệp
Khi Học viện Điện ảnh Bắc Kinh mở cửa đón sinh viên mới vào năm 1978, sau khi bãi bỏ các chính sách được áp dụng trong Cách mạng Văn hóa, Nghệ Mưu lúc này đã 27 tuổi, đã quá độ tuổi quy định để nhập học và không có trình độ học vấn tiên quyết. Sau khi khiếu nại cá nhân lên Bộ Văn hóa và đưa ra danh mục các tác phẩm nhiếp ảnh cá nhân của anh, chính quyền đã hài lòng và nhận anh vào Khoa Điện ảnh. Nghệ Mưu tốt nghiệp khóa 1982, trong đó có Trần Khải Ca, Điền Tráng Tráng và Zhang Junzhao. Lớp học tiếp tục hình thành cốt lõi của thế hệ thứ năm, những người là một phần của sự tái xuất hiện nghệ thuật ở Trung Quốc sau khi Cách mạng Văn hóa kết thúc.
Nghệ Mưu và các đồng nghiệp của anh ấy được bổ nhiệm đến các hãng phim nhỏ trong khu vực, còn Nghệ Mưu được cử đến làm việc cho Hãng phim Quảng Tây với tư cách là nhà quay phim. Mặc dù ban đầu dự định làm trợ lý đạo diễn, nhưng các sinh viên tốt nghiệp đã sớm phát hiện ra rằng rất thiếu đạo diễn ngay sau Cách mạng Văn hóa và được phép bắt đầu làm phim của riêng họ. Điều này dẫn đến việc sản Nhất cá hòa bát cá của Zhang Junzhao, trong đó Trương Nghệ Mưu làm đạo diễn hình ảnh, và Hoàng thổ địa của Trần Khải Ca (1984). Hai bộ phim này đã thành công tại Liên hoan phim Hồng Kông và giúp mang đến nền điện ảnh Trung Quốc mới thu hút sự chú ý của khán giả trên toàn thế giới, báo hiệu sự khác biệt so với những bộ phim tuyên truyền trước đó về Cách mạng Văn hóa. Hoàng thổ địa, ngày nay được nhiều người coi là bộ phim đầu tay của các đạo diễn thế hệ thứ Năm.
Iăm 1985, sau khi trở về quê nhà Tây An, Nghệ Mưu đã tham gia với tư cách là nhà quay phim và diễn viên chính cho bộ phim sắp tới của đạo diễn Wu Tianming, Lão tỉnh, bộ phim sau đó được phát hành vào năm 1987. Vai chính đã giúp Nghệ Mưu giành giải nam diễn viên chính xuất sắc nhất tại Liên hoan phim quốc tế Tokyo.

## Đạo diễn phim

### Thập niên 1980
Năm 1988, chứng kiến sự ra mắt của bộ phim đạo diễn đầu tay của Nghệ Mưu, Cao lương đỏ, với sự tham gia của nữ diễn viên Trung Quốc Củng Lợi trong vai chính đầu tiên. Cao lương đỏ, đã nhận được sự hoan nghênh của giới phê bình, đưa Nghệ Mưu lên hàng đầu trong số các giám đốc nghệ thuật thế giới và mang về cho anh giải Gấu vàng cho phim hay nhất tại Liên hoan phim quốc tế Berlin lần thứ 38 năm 1988.
Đại hào mĩ châu báo, một thử nghiệm nhỏ trong thể loại phim kinh dị chính trị, được phát hành năm 1989, có sự góp mặt của Củng Lợi và nam diễn viên nổi tiếng Trung Quốc, Cát Ưu. Tuy nhiên, nó nhận được những đánh giá không mấy tích cực ở quê nhà và chính Trương Nghệ Mưu sau đó đã coi bộ phim là tệ nhất của mình.
Cùng năm đó, Nghệ Mưu bắt đầu thực hiện dự án tiếp theo của mình, bộ phim cổ trang Cúc Đậu. Với sự tham gia của Củng Lợi trong vai chính cùng tên, cùng với Lý Bảo Điền trong vai nam chính, Cúc Đậu, đã nhận được nhiều lời khen ngợi từ giới phê bình như Cao lương đỏ, và trở thành bộ phim đầu tiên của Trung Quốc được đề cử Giải Oscar cho phim nói tiếng nước ngoài hay nhất. Cúc Đậu nhấn mạnh cách mà "cái nhìn" có thể mang nhiều ý nghĩa khác nhau, từ mãn nhãn đến hấp dẫn về mặt đạo đức.
Năm 1989, ông là thành viên ban giám khảo tại Liên hoan phim quốc tế Moscow lần thứ 16.

### 1990s
Sau thành công của Cúc Đậu, Nghệ Mưu bắt đầu thực hiện Đèn lồng đỏ treo cao. Dựa trên tiểu thuyết Vợ và thê thiếp của Su Tong, bộ phim mô tả thực tế cuộc sống trong một khu gia đình giàu có trong những năm 1920. Củng Lợi một lần nữa được đảm nhận vai chính, lần hợp tác thứ tư của cô với Trương Nghệ Mưu làm đạo diễn.
Đèn lồng đỏ treo cao đã nhận được sự hoan nghênh gần như nhất trí của quốc tế. Nhà phê bình phim Roger Ebert của Chicago Sun-Times đã ghi nhận "vẻ đẹp hình thể gợi cảm" và cách sử dụng màu sắc xa hoa của nó. Diễn xuất của Củng Lợi cũng được khen ngợi là tương phản rõ rệt với những vai cô đóng trong các bộ phim trước đó của Trương Nghệ Mưu. Đèn lồng đỏ treo cao được đề cử ở hạng mục phim nói tiếng nước ngoài hay nhất tại Giải Oscar năm 1992, trở thành bộ phim Trung Quốc thứ hai đạt được danh hiệu này (sau Cúc Đậu của chính ông). Cuối cùng nó đã thua Mediterraneo của Gabriele Salvatores .
Tác phẩm đạo diễn tiếp theo của Trương Nghệ Mưu, Thu Cúc đi kiện (1992), một lần nữa có sự tham gia của Củng Lợi trong vai chính. Bộ phim kể về câu chuyện một người phụ nữ nông dân đi tìm công lý cho chồng mình sau khi anh ta bị quan chức làng đánh đập, đã gây tiếng vang lớn tại các liên hoan phim và đoạt giải Sư tử vàng tại Liên hoan phim Venice năm 1992.

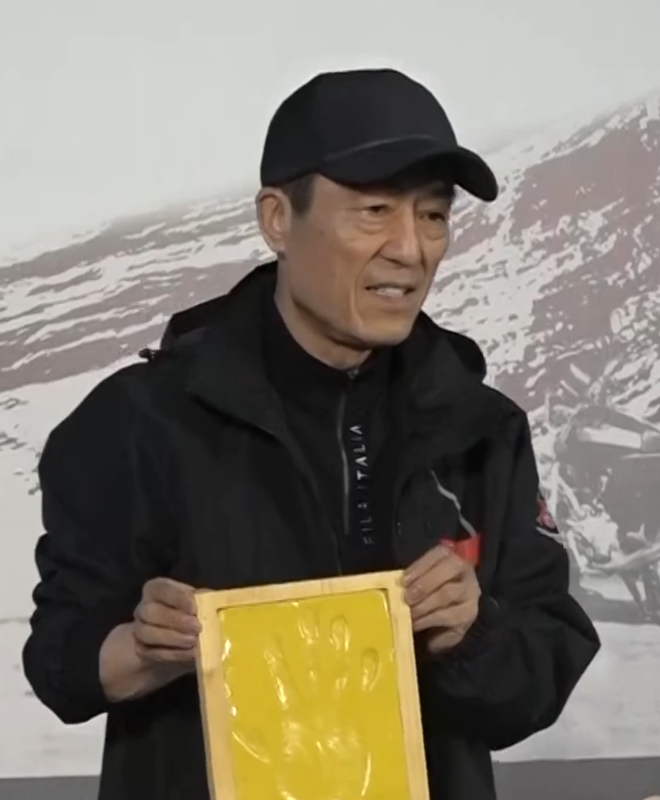
Zhang Yimou director

Tiếp theo, Trương Nghệ Mưu đạo diễn Phải sống, một bộ phim hoành tráng dựa trên tiểu thuyết cùng tên của Dư Hoa. Phải sống nêu bật khả năng phục hồi của người dân Trung Quốc bình thường, được nhân cách hóa bởi hai nhân vật chính, giữa ba thế hệ biến động trong nền chính trị Trung Quốc thế kỷ 20. Phim bị cấm ở Trung Quốc, nhưng được phát hành tại Liên hoan phim Cannes 1994 và giành được Giải thưởng lớn của Ban giám khảo, cũng như giành được giải Nam diễn viên chính xuất sắc nhất cho Cát Ưu. Phải sống chính thức bị cấm chiếu nhưng vẫn được chiếu tại các rạp ở Trung Quốc.
Hội Tam Hoàng Thượng Hải tiếp theo vào năm 1995, có sự góp mặt của Củng Lợi trong bộ phim thứ bảy dưới sự chỉ đạo của Trương Nghệ Mưu. Cả hai đã phát triển một mối quan hệ lãng mạn cũng như nghề nghiệp, nhưng điều này sẽ kết thúc trong quá trình sản xuất Hội Tam Hoàng Thượng Hải. Trương Nghệ Mưu và Củng Lợi không làm việc cùng nhau nữa cho đến khi tham gia Hoàng Kim Giáp.
Năm 1997 chứng kiến sự ra mắt của Có gì cứ nói, một bộ phim hài đen về cuộc sống ở Trung Quốc hiện đại. Có gì cứ nói chỉ đánh dấu lần thứ hai Trương Nghệ Mưu đóng phim ở thời hiện đại, sau Thu Cúc đi kiện. Như trong Thu Cúc đi kiện, Nghệ Mưu quay trở lại thói quen theo chủ nghĩa hiện thực mới là thuê các diễn viên không chuyên nghiệp và quay địa điểm cho Không thiếu một em, bộ phim đã giúp anh giành được giải Sư tử vàng thứ hai ở Venice.
Được quay ngay sau Không thiếu một em (1999), Đường về nhà của Nghệ  có sự góp mặt của một nữ chính mới là nữ diễn viên trẻ Chương Tử Di, trong bộ phim đầu tay của cô ấy. Bộ phim dựa trên một câu chuyện kể ngược đơn giản tập trung vào câu chuyện tình yêu giữa cha mẹ của người kể chuyện.

### 2000–nay

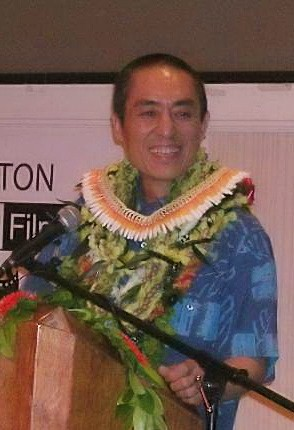
Zhang Yimou at the Hawaii International Film Festival in 2005

Thời gian hạnh phúc, một bộ phim tương đối xa lạ của Trương Nghệ Mưu, dựa trên truyện ngắn Shifu: You'll Do Anything for a Laugh của Mo Yan. Với sự tham gia của nam diễn viên nổi tiếng Trung Quốc Zhao Benshan và nữ diễn viên Đổng Khiết, bộ phim được lựa chọn chính thức cho Liên hoan phim quốc tế Berlin năm 2002.
Dự án lớn tiếp theo của Nghệ Mưu là bộ phim võ thuật đầy tham vọng Anh hùng, phát hành tại Trung Quốc vào năm 2002. Với dàn diễn viên ấn tượng gồm các ngôi sao châu Á, bao gồm Lý Liên Kiệt, Trương Mạn Ngọc, Lương Triều Vỹ, Chương Tử Di và Chân Tử Đan, Anh hùng kể một câu chuyện hư cấu. Kể về Tần vương, vua nước Tần (Tần Thủy Hoàng), và những sát thủ sắp trở thành sát thủ của ông ta. Bộ phim được phát hành ở Bắc Mỹ vào năm 2004, hai năm sau khi phát hành tại Trung Quốc, bởi nhà phân phối Mỹm, Miramax Films, và đã trở thành một bộ phim ăn khách trên toàn thế giới. Anh hùng là một trong số ít phim nói tiếng nước ngoài ra mắt ở vị trí số 1 tại phòng vé Hoa Kỳ, và là một trong những phim được đề cử cho hạng mục phim nói tiếng nước ngoài hay nhất tại Giải Oscar 2003.
Trương Nghệ Mưu tiếp nối thành công vang dội của Anh hùng với một sử thi võ thuật khác, Thập diện mai phục, vào năm 2004. Lấy bối cảnh thời nhà Đường, phim có sự tham gia của Chương Tử Di, Lưu Đức Hoa và Takeshi Kaneshiro trong vai các nhân vật vướng vào mối tình tay ba nguy hiểm. Thập diện mai phục đã nhận được sự hoan nghênh từ các nhà phê bình, những người lưu ý đến việc sử dụng màu sắc gợi nhớ đến một số tác phẩm trước đó của Trương Nghệ Mưu.
Được phát hành tại Trung Quốc vào năm 2005, Đồng hành vạn dặm là sự trở lại với bộ phim truyền hình nhẹ nhàng hơn, đặc trưng của phần lớn các tác phẩm thời trung cổ của Trương Nghệ Mưu. Phim có sự tham gia của nam diễn viên Nhật Bản Ken Takakura, trong vai một người cha mong muốn hàn gắn mối quan hệ với đứa con trai bị xa lánh của mình, và cuối cùng bị hoàn cảnh dẫn dắt phải lên đường đến Trung Quốc. Nghệ Mưu đã ngưỡng mộ Takakura hơn ba mươi năm.
Năm 2006, qua bộ phim Hoàng Kim Giáp chứng kiến anh tái hợp với nữ diễn viên chính Củng Lợi. Ca sĩ Đài Loan Châu Kiệt Luân và ngôi sao Hồng Kông Châu Nhuận Phát cũng đóng vai chính trong bộ phim sử thi cổ trang dựa trên một vở kịch của Cao Yu.
Những bộ phim gần đây của Trương Nghệ Mưu và sự tham gia của anh trong các nghi lễ Olympic 2008 không phải là không gây tranh cãi. Một số nhà phê bình cho rằng những tác phẩm gần đây của ông, trái ngược với những bộ phim trước đó của ông, đã nhận được sự chấp thuận của chính phủ Trung Quốc. Tuy nhiên, trong các cuộc phỏng vấn, Mưu đã nói rằng ông không quan tâm đến chính trị và rằng ông rất vinh dự khi được chỉ đạo các buổi lễ Olympic vì đây là "cơ hội chỉ có một lần trong đời".

## Sự nghiệp điện ảnh

### Đạo diễn
| Năm  | Tựa Phim                    | Tựa Tiếng Anh                       | Ghi Chú |
| ---- | --------------------------- | ----------------------------------- | ------- |
| 1988 | Cao lương đỏ                | Red Sorghum                         |         |
| 1989 | Đại hào mĩ châu báo         | Codename Cougar                     |         |
| 1990 | Cúc Đậu                     | Ju Dou                              |         |
| 1991 | Đèn lồng đỏ treo cao        | Raise the Red Lantern               |         |
| 1992 | Thu Cúc đi kiện             | The Story of Qiu Ju                 |         |
| 1994 | Phải sống                   | To Live                             |         |
| 1995 | Hội Tam Hoàng Thượng Hải    | Shanghai Triad                      |         |
| 1997 | Có lời thì nói              | Keep Cool                           |         |
| 1999 | Không thiếu một em          | Not One Less                        |         |
| 1999 | Đường về nhà                | The Road Home                       |         |
| 2000 | Thời gian hạnh phúc         | Happy Times                         |         |
| 2002 | Anh hùng                    | Hero                                |         |
| 2004 | Thập diện mai phục          | House of Flying Daggers             |         |
| 2005 | Đơn thân độc mã ngàn dặm    | Riding Alone for Thousands of Miles |         |
| 2006 | Hoàng Kim Giáp              | Curse of the Golden Flower          |         |
| 2007 |                             | Movie Night                         |         |
| 2009 | Tam thương phách án kinh kỳ | A Woman, a Gun and a Noodle Shop    |         |
| 2010 | Chuyện tình cây táo gai     | Under the Hawthorn Tree             |         |
| 2011 | Kim Lăng Thập Tam Thoa      | The Flowers of War                  |         |
| 2014 | Trở về                      | Coming Home                         |         |
| 2016 | Tử chiến Trường Thành       | The Great Wall                      |         |
| 2018 | Vô Ảnh                      | Shadow                              |         |
| 2020 | Một giây                    | One Second                          |         |
| 2021 | Huyền nhai chi thượng       | Cliff Walkers                       |         |
| 2022 |                             | Sniper                              |         |
| 2023 | Mãn Giang Hồng              | Full River Red                      |         |
| 2023 | Vững như bàn thạch          | Under the Light                     |         |

### Diễn viên
- Lão tỉnh (老井 1986)
- Cao lương đỏ (紅高梁 1987)
- Cổ kim đại chiến Tần dũng tình (古今大战秦俑情 1989)
- Có lời thì nói (有話好好說 1997)